# شهرستان بروارد (فلوریدا)
شهرستان بروارد (فلوریدا) (به انگلیسی: Brevard County, Florida) یک سکونتگاه مسکونی در ایالات متحده آمریکا است که در فلوریدا واقع شده‌است.

## خصوصیات
شهرستان بروارد ۴٬۰۳۲٫۶۳ کیلومتر مربع مساحت دارد.